# Osteomalacija
Osteomalacija je naziv za poremećaj mineralizacije kostiju (nakon završetka rasta). Osteomalacija je, kod djece koja nisu završila rast, uvijek udružena zajedno s rahitisom, a nakon kraja rasta, više ne može se govoriti o rahitisu nego samo o osteomalaciji. 
Česti uzroci osteomalacije su nedostatak vitamina D zbog nedovoljnog izlaganja sunčevom svijetlu ili nedovoljne prehrane, bolesti bubrega ili probavnog sustava i različiti lijekovi.
Klinička slika u ranoj fazi bolesti je bol na pritisak, koja kasnije postaje difuzna i koju prati slabost mišića. Kako bolest napreduje kosti postaju sve osjetljivije, pa vrlo lako može doći do prijeloma.
Biokemijski nalaz koji upućuje na osteomalaciju je siženje razine vitamina D u krvi.
Radiološkim pretragama nalaze se prosvjetljenja kosti koja odgovaraju zonama demineralizacije kosti. 
Osteomalacija uzrokovana nedostakom vitamina D, liječi se primjenom kapi vitamina D.